# Gwen
Gwen is een meisjesnaam.
De naam komt van het Welshe woord gwen, de vrouwelijke vorm van gwyn. Dat betekent "wit, blank". Gwen kan ook een verkorting zijn van namen die met Gwen beginnen, zoals Gwendolien, Gwendolyn, Gwendolen, Gwenllian en Gwenhwyfar.
De naam Gwendolen is samengesteld uit de elementen gwen, "wit, blank, heilig", en dolen, "kring, boog".

## Bekende naamdraagsters
- Gwenllian ferch Llywelyn (1282-1337), prinses in Wales
- Gwen Stefani, een Amerikaanse zangeres, actrice en modeontwerpster

## Bekende naamdraagsters in de literatuur
- Guinevere (Welsh: Gwenhwyfar), echtgenote van koning Arthur